# Надь, Александр Арпадович
Алекса́ндр А́рпадович На́дь (укр. Олександр Арпадович Надь, венг. Nagy Sándor; 2 сентября 1985, Ужгород, Украинская ССР, СССР) — украинский футболист, имеющий также венгерское гражданство, вратарь.

## Биография

### Клубная карьера
В ДЮФЛ выступал за ужгородские СДЮШОР и ДЮСШ-1. В 2003 году впервые попал в заявку ужгородского «Закарпатье». В команде в Высшей лиге Украины дебютировал 22 апреля 2006 года в выездном матче против киевского «Арсенала» (2:1), в этом матче Надь пропустил два гола от — Окодувы и Мизина. В команде продолжительное время является сменщиком Дмитрия Бабенко. В сезоне 2008/09 провёл 10 матчей в Первой лиге Украины, а «Закарпатье» смогло победить в турнире и выйти в Премьер-лигу.
В начале сентября 2015 подписал контракт на 1 год с возможностью продления ещё на год с клубом «Бихор» из Второй лиги Румынии. 4 января 2016 года стал игроком венгерского «Гонведа».

### Карьера в сборной
Являлся кандидатом на поездку на летнюю Универсиаду 2009 в Белграде.

## Достижения
- Победитель Первой лиги Украины (2): 2008/09, 2011/12

## Личная жизнь
Женат на Пушко Анне. Воспитывают двоих дочерей: Анну (2011 г. р.) и Марию (2012 г. р.).

## Статистика
| Сезон   | Клуб               | Лига                 | Чемпионат | Чемпионат | Кубок | Кубок | Дубль | Дубль |
| Сезон   | Клуб               | Лига                 | Игры      | Голы      | Игры  | Голы  | Игры  | Голы  |
| ------- | ------------------ | -------------------- | --------- | --------- | ----- | ----- | ----- | ----- |
| 2004/05 | Закарпатье         | Высшая лига Украины  | 0         | 0         | 0     | 0     | 13    | −28   |
| 2005/06 | Закарпатье         | Высшая лига Украины  | 2         | −5        | 0     | 0     | 18    | −18   |
| 2006/07 | Закарпатье         | Первая лига Украины  | 0         | 0         | 2     | −4    | —     | —     |
| 2007/08 | Закарпатье         | Высшая лига Украины  | 1         | −5        | 0     | 0     | 17    | −29   |
| 2008/09 | Закарпатье         | Первая лига Украины  | 10        | −5        | 2     | −2    | —     | —     |
| 2009/10 | Закарпатье         | Премьер-лига Украины | 7         | −14       | 0     | 0     | 8     | −5    |
| 2010/11 | Говерла-Закарпатье | Первая лига Украины  | 18        | −21       | 1     | −3    | —     | —     |
| 2011/12 | Говерла-Закарпатье | Первая лига Украины  | 32        | −15       | 2     | −1    | —     | —     |
| 2012/13 | Говерла            | Премьер-лига Украины | 9         | −24       | 0     | 0     | 0     | 0     |
| 2013/14 | Говерла            | Премьер-лига Украины | 21        | −26       | 1     | −1    | 0     | 0     |
| 2014/15 | Говерла            | Премьер-лига Украины | 3         | −5        | 0     | 0     | 2     | −2    |